# Panthère Sportive du Ndé FC
El Panthère Sportive du Ndé FC es un club de fútbol de Camerún situado en la localidad de Bangangté. Son miembros de la Fédération Camerounaise de Football (Federación camerunesa de fútbol).

## Historia
Fue fundado en el año 1952 con el nombre Panthère de Bangangté, el cual utilizaron hasta el año 2002, al cambiarlo por el nombre actual; y nunca ha sido campeón de Liga, pero ha sido campeón de Copa en 2 ocasiones.
A nivel internacional ha participado en 3 torneos continentales, en los cuales jamás ha superado la Primera Ronda.

## Palmarés
- Copa de Camerún: 2

1988, 2009

## Participación en competiciones de la CAF
| Temporada | Torneo                       | Ronda      | Club           | Casa  | Visita | Global |
| --------- | ---------------------------- | ---------- | -------------- | ----- | ------ | ------ |
| 1989      | Recopa Africana              | 1          | LPRC Oilers    | 0-0   | 1-2    | 1-2    |
| 2010      | Copa Confederación de la CAF | Preliminar | Benín          | w.o.1 | w.o.1  | w.o.1  |
| 2010      | Copa Confederación de la CAF | 1          | AS Vita Club   | 1-1   | 2-3    | 3-4    |
| 2013      | Copa Confederación de la CAF | Preliminar | Elect-Sport FC | 2-0   | 1-1    | 3-1    |
| 2013      | Copa Confederación de la CAF | 1          | USM Alger      | 2-3   | 0-1    | 2-4    |
| 2015      | Copa Confederación de la CAF | Preliminar | Rayon Sport FC | 0-1   | 0-1    | 0-2    |

1- Benín no mandó un equipo al torneo.

## Jugadores

### Jugadores destacados
- Richard Bohomo (2000–01)
- Richard Towa (1988–91)
- Kouassi Joseph
- Bachirou Salou (1989–90)